# Fernando Verdasco
Fernando Verdasco Carmona (ur. 15 listopada 1983 w Madrycie) – hiszpański tenisista.
Verdasco karierę tenisową rozpoczął w 2001 roku, jednak debiut w gronie profesjonalistów Hiszpana miał miejsce we wrześniu 2000 roku w Madrycie podczas rozgrywek ITF Futures. Pierwszy mecz rozegrał wówczas z Chińczykiem Yangiem Jing Zhu, pokonując go 6:4, 6:3.
W grze pojedynczej Verdasco ma w swoim dorobku siedem triumfów w turniejach rangi ATP World Tour z szesnastu rozegranych finałów. W zawodach wielkoszlemowych jego najlepszym rezultatem jest półfinał Australian Open 2009, kiedy to wyeliminował m.in. Andy’ego Murraya, a przegrał z Rafaelem Nadalem. Najwyżej w rankingu singlowym był sklasyfikowany na 7. miejscu w kwietniu 2009 roku.
W grze podwójnej Hiszpan zagrał trzynaście finałów, w ośmiu zwyciężył. W zestawieniu deblistów najwyżej sklasyfikowany był na 8. pozycji w listopadzie 2013 roku.
Jako reprezentant kraju w Pucharze Davisa Verdasco trzykrotnie, w latach 2008, 2009 i 2011, był w składzie drużyny, która odniosła końcowy triumf w zmaganiach. W 2008 roku w finale przeciwko Argentynie pokonał José Acasusa, zapewniając Hiszpanii wygraną w zawodach. Razem z Anabel Mediną Garrigues zdobył Puchar Hopmana 2013.

## Kariera zawodowa

### Sezony 2001–2003
Od tego momentu, będąc w zawodowym gronie tenisistów przez niemal dwa lata występował w turniejach rangi ITF Futures i ATP Challenger Tour. Pod koniec lipca 2002 roku Hiszpan doszedł do finału ATP Challenger Tour w Segowii.
W 2003 roku po raz pierwszy postanowił wystartować w turnieju wielkoszlemowym, podczas rozgrywek w Melbourne. Aby dostać się do turnieju głównego musiał przebrnąć przez kwalifikacje, co mu się nie udało. W rozgrywkach ATP Masters Series w Miami doszedł do III rundy.
Do turnieju Rolanda Garrosa Verdasco również zgłosił swój udział, ale ponownie odpadł w eliminacjach. Na Wimbledonie zagrał w turnieju głównym przechodząc na początku kwalifikacje, lecz w fazie zasadniczej przegrał w I rundzie z Jarkko Nieminenem. W US Open doszedł do III rundy, eliminując w I rundzie Tommy’ego Robredo. W meczu o 1/8 finału nie sprostał Paradornowi Srichaphanowi przegrywając 3:6, 4:6, 3:6.
Na koniec sezonu 2003 został sklasyfikowany na 109. pozycji.

### Sezon 2004
Na początku sezonu Hiszpan przeszedł kwalifikacje do Australian Open, ale w turnieju głównym odpadł w I rundzie. Swój pierwszy finał turniejowy rangi ATP World Tour osiągnął w Acapulco. Mecz finałowy zakończył się porażką Verdaski z Carlosem Moyą 3:6, 0:6. W połowie kwietnia 2004 roku, podczas rywalizacji w Walencji, Verdasco wygrał po raz pierwszy w karierze całe rozgrywki, czyniąc to bez straty seta. W półfinale tej imprezy pokonał obrońcę tytułu z 2003 roku, Juana Carlosa Ferrero. W finale wygrał z Albertem Montañésem 7:6(5), 6:3.
Turniej imieniem Rolanda Garrosa zakończył na II rundzie. W imprezach rozgrywanych na kortach trawiastych w Halle i ’s-Hertogenbosch dochodził do ćwierćfinałów. Wielkoszlemowy Wimbledon ukończył na II rundzie. Podczas turnieju w Kitzbühel Verdasco uzyskał półfinał, lecz w mecz o finał przegrał z Gastónem Gaudio 0:6, 2:6. Edycję US Open zakończył na II rundzie. Podczas turnieju w Sztokholmie Verdasco dotarł do ćwierćfinału singla, natomiast parze z Feliciano Lópezem osiągnął swój pierwszy finał w grze podwójnej, w którym pokonali 6:4, 6:4 duet Wayne Arthurs-Paul Hanley.

### Sezon 2005
Piąty zawodowy sezon Verdasco rozpoczął od gry na twardych kortach w Melbourne uzyskując II rundę. W spotkaniu o III rundę odpadł z Guillermo Cañasem. W Walencji dotarł do ćwierćfinału. W rozgrywkach rangi ATP Masters Series w Rzymie uzyskał ćwierćfinał, pokonując po drodze m.in. Andy’ego Roddicka. W spotkaniu o półfinał musiał uznać wyższość Guillermo Corii, z którym przegrał 6:3, 3:6, 3:6.
W Rolandzie Garrosie stoczył w I rundzie pięciosetowy pojedynek z Robinem Söderlingiem, który zakończył się zwycięstwem Szweda 1:6, 3:6, 6:3, 6:3, 6:3. Wimbledon Hiszpan zakończył na II rundzie. Trzeci karierowy finał zagrał na ceglanych kortach w Kitzbühel. W pojedynku finałowym Verdasco przegrał w czterech setach z Gastónem Gaudio 6:2, 2:6, 4:6, 4:6. W turnieju rozgrywanym w New Haven Hiszpan dotarł do ćwierćfinału. W US Open awansował do IV rundy. W meczu o ćwierćfinał spotkał się z Jarkko Nieminenem, z którym przegrał 2:6, 6:7(6), 3:6. Na koniec sezonu Hiszpan doszedł do półfinału turnieju w Petersburgu.
Sezon ukończył na 33. pozycji w rankingu światowym.

### Sezon 2006
Rozpoczynający się sezon Verdasco zaczął od II rundy w Australian Open. W turnieju w Walencji awansował do półfinału, gdzie pokonał go Gilles Simon. Podczas rozgrywek ATP Masters Series w Hamburgu uzyskał ćwierćfinał, ale w meczu o półfinał nie sprostał José Acasuso przegrywając 1:6, 7:6(6), 3:6.
Start we French Open hiszpański tenisista ukończył na II rundzie. Na trawiastych kortach Queen’s Clubu w Londynie doszedł do ćwierćfinału, a w Wimbledonie dotarł do IV rundy turnieju, wygrywając wcześniej z Davidem Nalbandianem. W meczu o ćwierćfinał spotkał się z Radkiem Štěpánkiem, z którym przegrał 7:6(4), 3:6, 6:4, 4:6, 2:6. Swój kolejny ćwierćfinał Verdasco osiągnął w Gstaad. W Kitzbühel dotarł do półfinału, w którym przegrał z Agustínem Callerim 6:4, 1:6, 3:6.
Ostatni w sezonie wielkoszlemowy turniej, US Open, zakończył na III rundzie, przegrywając w meczu o IV fazę rozgrywek z Andym Roddickiem.
W stosunku do 2005 roku, Verdasco poprawił swoją pozycję na koniec sezonu o dwa miejsca – był sklasyfikowany na 31. pozycji w rankingu ATP.

### Sezon 2007

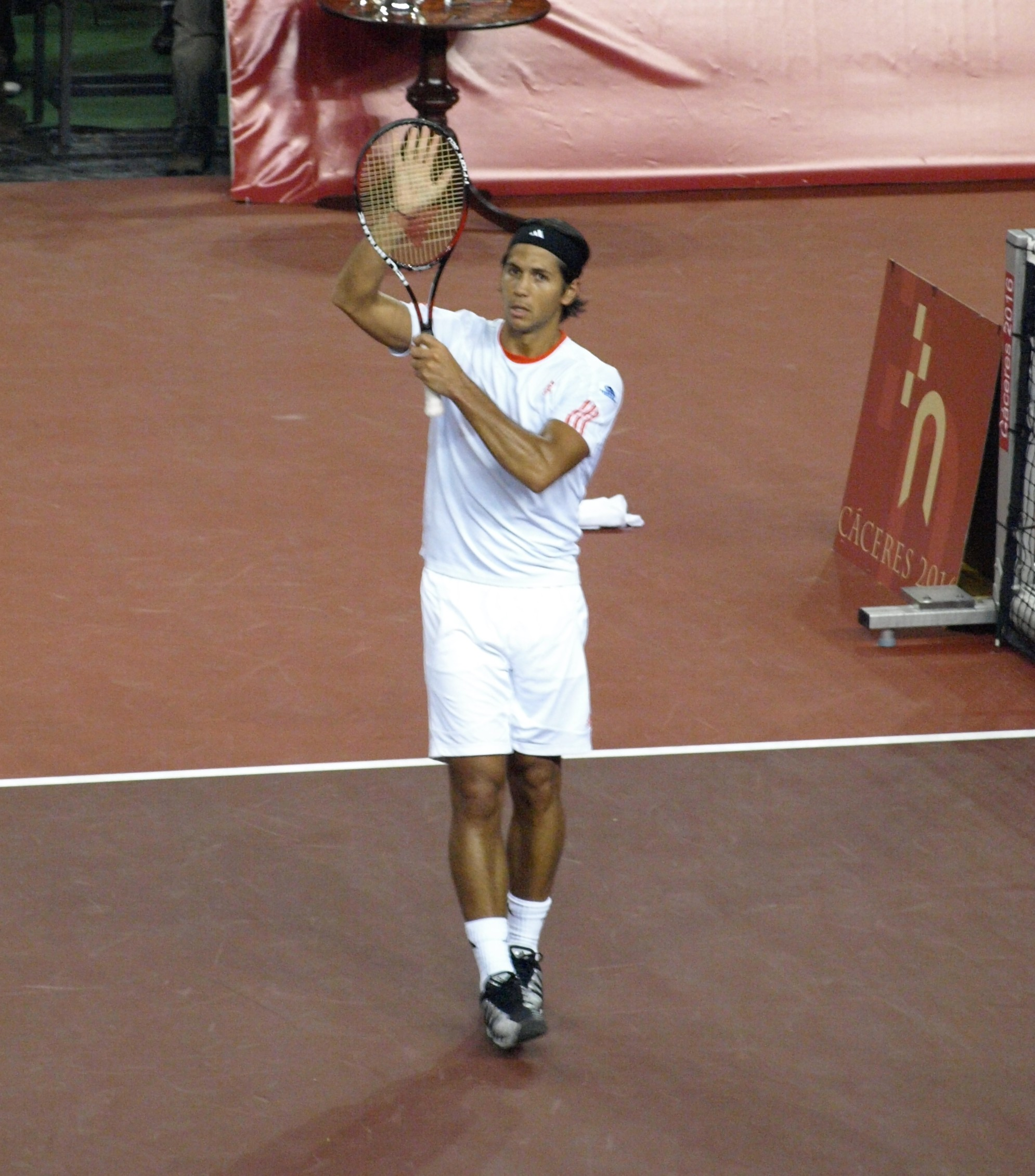
Fernando Verdasco, 2007

W Australian Open Verdasco doszedł do II rundy, a we French Open osiągnął IV rundę. W Wimbledonie awansował do III rundy rozgrywek. Podczas turnieju w Stuttgarcie Verdasco osiągnął finał gry podwójnej, gdzie razem z Guillermo Garcíą Lópezem wyeliminowali po drodze parę Simon Aspelin-Julian Knowle. Pojedynek finałowy hiszpańska para przegrała z Františkiem Čermákiem i Leošem Friedlem. Na ceglanych kortach w Gstaad Verdasco dotarł do ćwierćfinału. W Kitzbühel zagrał w półfinale, a potem wygrał zawody ATP Challenger Tour w Segowii. W New Haven awansował do ćwierćfinału, lecz w meczu o półfinał nie sprostał Jamesowi Blake’owi.
W US Open Hiszpan doszedł do III rundy. W azjatyckim tournée awansował do półfinału imprezy w Bangkoku przegrywając mecz o finał z Dmitrijem Tursunowem. Rozegrał również ćwierćfinał w Tokio.
Pierwszy w sezonie finał w grze pojedynczej Verdasco osiągnął w Petersburgu, w którym spotkał się z Andym Murrayem. Verdasco tym samym jako pierwszy Hiszpan doszedł do finału imprezy rozgrywanej w Rosji. Murray wygrał jednak pojedynek 6:2, 6:3.
Na koniec sezonu zajmował 26. pozycję na świecie.

### Sezon 2008
W Australian Open Verdasco doszedł do II rundy. W Hamburgu awansował do ćwierćfinału mając za rywala w meczu o półfinał Rogera Federera. Szwajcar wygrał rywalizację 6:3, 6:3.
W Rolandzie Garrosie Hiszpan osiągnął IV rundę rozgrywek. Spotkanie o ćwierćfinał przegrał z Rafaelem Nadalem, który wygrał konfrontację 6:1, 6:0, 6:2. W rozgrywkach w Nottingham osiągnął finał, eliminując po drodze m.in. Gilles’a Simona. W meczu o tytuł zagrał z Ivo Karloviciem, który wygrał pojedynek 7:5, 6:7(4), 7:6(8).
Na Wimbledonie Verdasco uzyskał IV rundę, przegrywając potem z Mario Ančiciem. W Gstaad doszedł do półfinału. Swoje drugie w karierze zwycięstwo w cyklu ATP World Tour Hiszpan odniósł w chorwackim Umagu, pokonując w finałowej rozgrywce w trzech setach Igora Andriejewa 3:6, 6:4, 7:6(4). W turnieju w New Haven awansował do półfinału, w którym przegrał rywalizację z Mardym Fishem 0:6, 6:1, 3:6.
Wielkoszlemowy US Open zakończył na III rundzie. Pod koniec sezonu osiągnął ćwierćfinał w Wiedniu oraz półfinał w Petersburgu.
Na koniec roku Verdasco znalazł się w czołowej dwudziestce rankingu światowego zajmując 16. pozycję.

### Sezon 2009

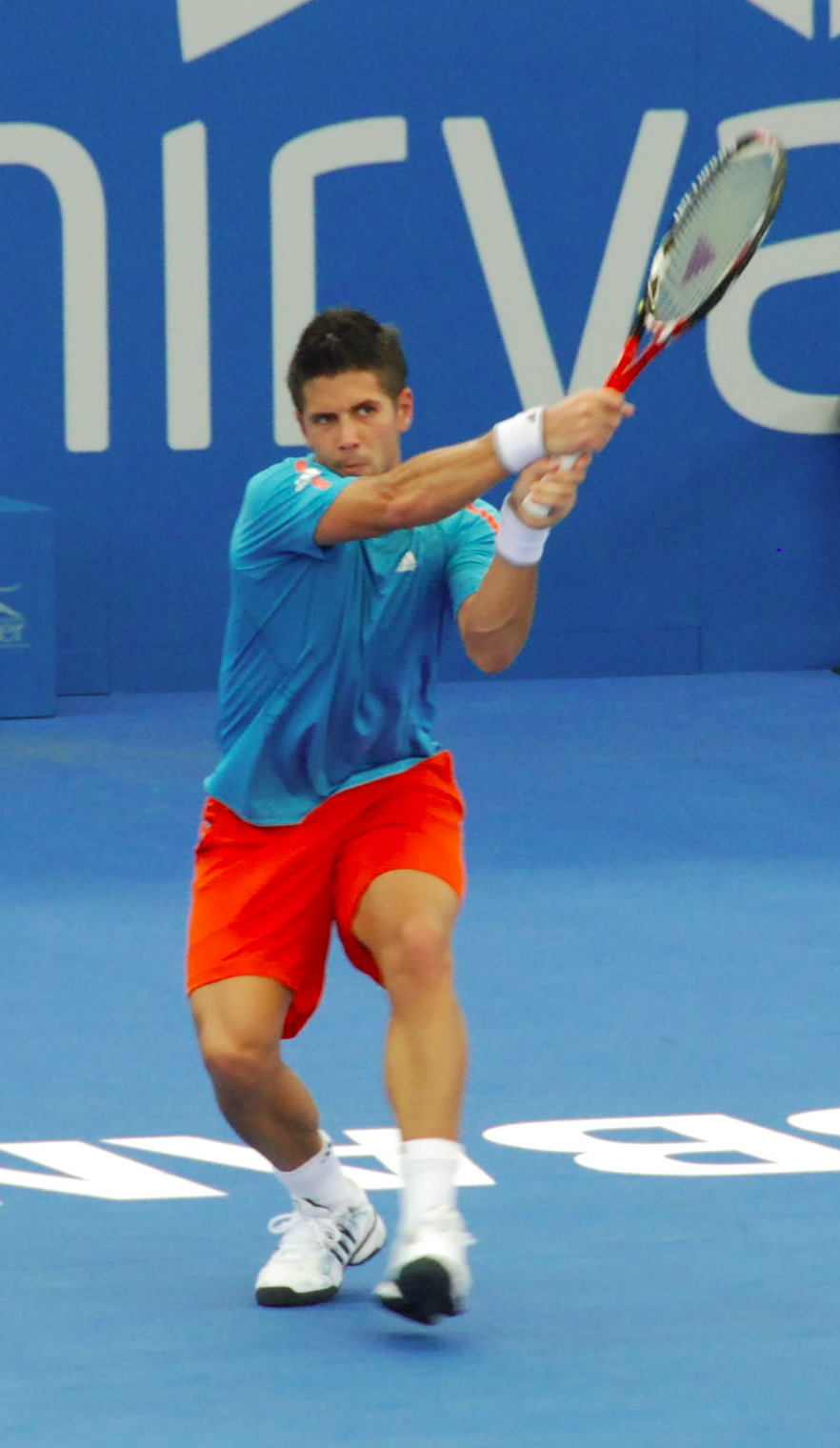
Verdasco podczas turnieju w Brisbane, 2009

Na początku nowego sezonu hiszpański tenisista awansował do finału imprezy w Brisbane, jednak w pojedynku o tytuł nie sprostał Radkowi Štěpánkowi przegrywając 6:3, 3:6, 4:6. Ponadto w Brisbane Verdasco osiągnął swój trzeci w karierze deblowy finał. Wspólnie z Mischą Zverevem przegrali jednak decydujący mecz z Francuzami Marcem Gicquelem oraz Jo-Wilfriedem Tsongą. Podczas Australian Open awansował do półfinału, pokonując wcześniej Andy’ego Murraya oraz finalistę z roku 2008, Jo-Wilfrieda Tsongę. Mecz o finał rozegrał z Rafaelem Nadalem, który wygrał spotkanie w pięciu setach 6:7(4), 6:4, 7:6(2), 6:7(1), 6:4. W turniejach rangi ATP World Tour Masters 1000 w Indian Wells, Miami, Monte Carlo, Rzymie i Madrycie awansował, w każdym z nich, do ćwierćfinału. W Barcelonie, turnieju z cyklu ATP World Tour 500 również osiągnął ćwierćfinał. 20 kwietnia Verdasco został sklasyfikowany na 7. miejscu na świecie – najwyższym w swojej karierze.
Występ w Rolandzie Garrosie ukończył na IV rundzie przegrywając w spotkaniu o kolejną fazę z Nikołajem Dawydienką 2:6, 2:6, 4:6. Ten sam wynik osiągnął na Wimbledonie przegrywając mecz o ćwierćfinał z Ivo Karloviciem 6:7(5), 7:6(4), 3:6, 6:7(9). Na kortach w Båstad dotarł do ćwierćfinału. Mecz o półfinał przedwcześnie oddał przy stanie 1:6, 1:3 Juanowi Mónaco. Trzeci zawodowy turniej jaki Verdasco wygrał miał miejsce w New Haven, gdzie w finale pokonał 6:4, 7:6(7) Sama Querreya.
Podczas US Open w pierwszych dwóch rundach Hiszpan eliminował swoich rywali bez straty seta. W III rundzie rozgrywek spotkał się z Niemcem Tommym Haasem. Spotkanie zakończyło się triumfem Hiszpana 3:6, 7:5, 7:6(8), 1:6, 6:4. W meczu o ćwierćfinał zagrał z Johnem Isnerem, którego pokonał 4:6, 6:4, 6:4, 6:4. W dalszej fazie rozgrywek zmierzył się z Novakiem Đokoviciem. Rywalizacja zakończyła się zwycięstwem Serba 7:6(2), 1:6, 7:5, 6:2.
W azjatyckim tournée Verdasco dotarł do finału imprezy w Kuala Lumpur, eliminując m.in. Richarda Gasqueta oraz Fernando Gonzáleza. W pojedynku finałowym zmierzył się z Nikołajem Dawydienką, który pokonał Hiszpana 6:4, 7:5. W turnieju China Open rozgrywanym w Pekinie Verdasco doszedł do ćwierćfinału, gdzie spotkał się z Novakiem Đokoviciem. Serb wygrał spotkanie i jak się później okazało cały turniej. W Szanghaju Hiszpan odpadł z rywalizacji w II rundzie po porażce 4:6, 6:7(6) z Ivanem Ljubičiciem.
W listopadzie wystartował w turnieju ATP World Tour Finals, gdzie gra ósemka najlepszych tenisistów z rankingu danego sezonu. Verdasco zakwalifikował się jako ostatni. W fazie grupowej, tzw. Round Robin zmierzył się z Rogerem Federerem, Andym Murrayem oraz Juanem Martínem del Potro. Verdasco przegrał wszystkie mecze i odpadł z rywalizacji będąc na ostatnim miejscu w grupie.
Sezon ukończył na 9. miejscu w rankingu ATP.

### Sezon 2010
Sezon Verdasco zainaugurował od startu w Melbourne. W I rundzie pokonał po czterosetowym meczu Carstena Balla, w II rundzie w trzech setach Iwana Sergejewa, a w III rundzie Stefana Koubka. Pojedynek o ćwierćfinał rozegrał z Nikołajem Dawydienką. Blisko czterogodzinny mecz zakończył się porażką Hiszpana 2:6, 5:7, 6:4, 7:6(5), 3:6. Na początku lutego wystartował w turnieju w San Josè. Hiszpan wygrał całe rozgrywki, pokonując Lu Yen-hsuna, Benjamina Beckera, Ričardasa Berankisa, Denisa Istomina, a w finale wynikiem 3:6, 6:4, 6:4 Andy’ego Roddicka. Tuż po turnieju w San Josè wziął udział w rozgrywkach w Memphis, gdzie został wyeliminowany w I rundzie przez Jérémy’ego Chardy’ego. Następnie wystartował w Acapulco, gdzie odpadł w ćwierćfinale z Juanem Mónaco.
W marcu, miesiącu kiedy rozgrywane są amerykańskie turnieje ATP World Tour Masters 1000, doszedł najpierw do III rundy w Indian Wells (porażka z Tomášem Berdychem), natomiast w Miami do ćwierćfinału, eliminując m.in. Rogera Federera. Mecz o półfinał przegrał po raz kolejny z Berdychem.
Sezon gry na kortach ziemnych zainaugurował od występu w turnieju ATP World Tour Masters 1000 w Monte Carlo. Verdasco awansował po raz pierwszy w karierze do finału imprezy tej rangi, eliminując m.in. Tomáša Berdycha oraz wicelidera rankingu ATP, Novaka Đokovicia. Mecz finałowy przegrał wynikiem 0:6, 1:6 z Rafaelem Nadalem. Kolejne zawody rozegrał w Barcelonie, gdzie odniósł swoje piąte turniejowe zwycięstwo w karierze. W drodze po tytuł pokonał m.in. w półfinale Davida Ferrera, a w finale wynikiem 6:3, 4:6, 6:3 Robina Söderlinga. W połowie maja wystartował, na tydzień przed rozpoczęciem wielkoszlemowego turnieju Rolanda Garrosa, w Nicei. Hiszpan osiągnął kolejny finał, w którym został pokonany przez Richarda Gasqueta. Na kortach im. Rolanda Garrosa Hiszpan doszedł do IV rundy, gdzie przegrał z Nicolásem Almagro w czterech setach. Podczas Wimbledonu odpadł już w I rundzie z Fabio Fogninim.
W połowie lipca wziął udział w turnieju na ziemnej nawierzchni w Båstad. Verdasco doszedł do ćwierćfinału zawodów, przegrywając z Tommym Robredo w dwóch setach. Kolejny ćwierćfinał osiągnął w Waszyngtonie, przegrywając spotkanie o półfinał z Markosem Pagdatisem. Podczas US Open Hiszpan obronił ćwierćfinał wywalczony z roku 2009. Po drodze wyeliminował m.in. rozstawionych Davida Nalbandiana i Davida Ferrera. W meczu o dalszą fazę nie sprostał Rafaelowi Nadalowi. Ostatni w sezonie turniej Verdasco rozegrał w Paryżu (hala Bercy) gdzie doszedł do III rundy; przegrał z późniejszym finalistą zawodów, Gaëlem Monfilsem.
Sezon Hiszpan zakończył na 9. pozycji w rankingu ATP.

### Sezon 2011

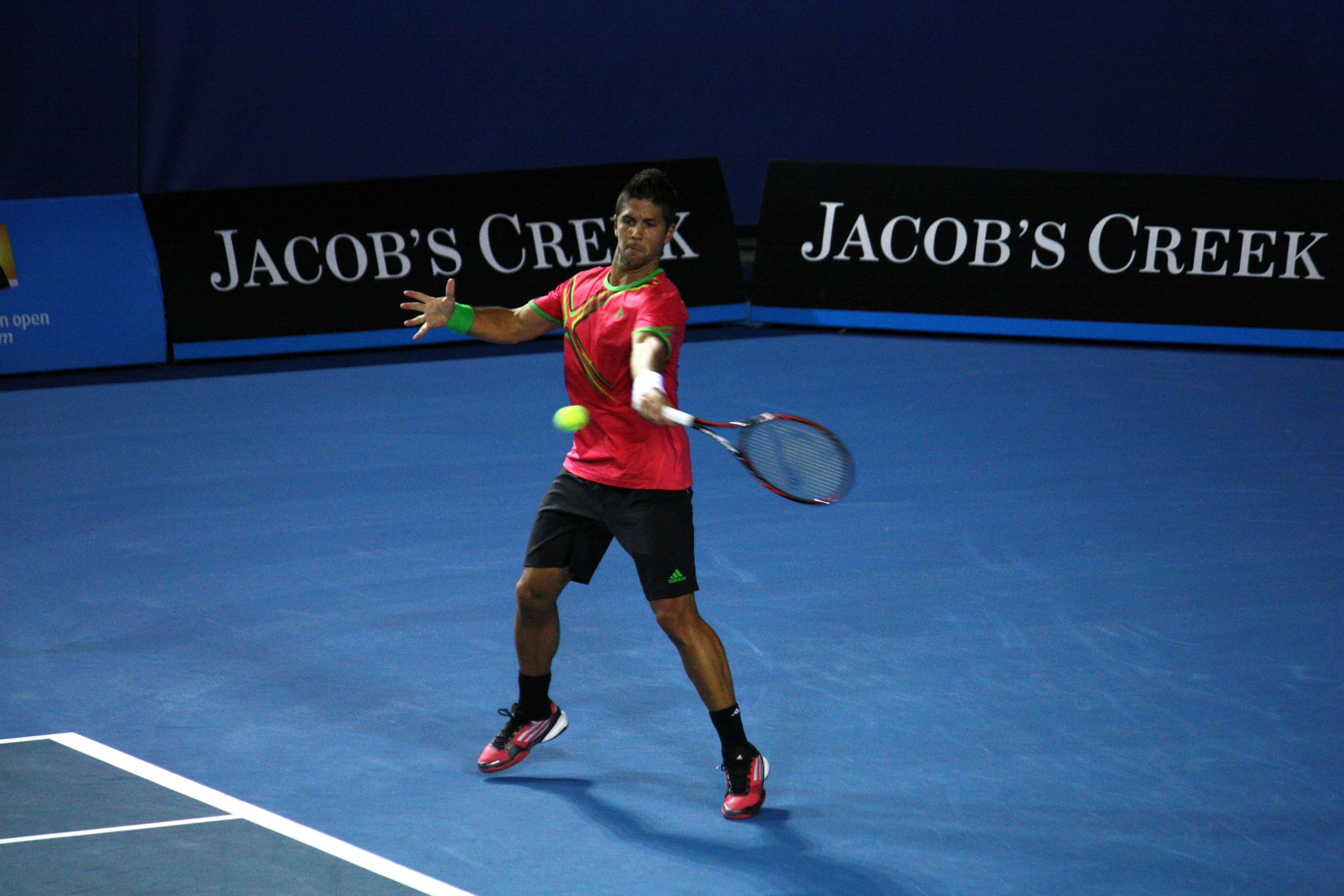
Verdasco podczas Australian Open, 2011

Sezon 2011 Verdasco zainaugurował występem w Brisbane, gdzie odpadł z rywalizacji w I rundzie po porażce z Benjaminem Beckerem. Podczas Australian Open Hiszpan dotarł do IV rundy. Pokonał m.in. w pięciu setach Janko Tipsarevicia, a przegrał rezultatem 4:6, 2:6, 3:6 z Tomášem Berdychem. W lutym Hiszpan wystąpił w zawodach w San José jako obrońca tytułu. Turniej zakończył się porażką Verdasco w finale przeciwko Kanadyjczykowi Milosowi Raonicowi. Podczas wiosennych turniejów ATP World Tour Masters 1000 w USA osiągnął III rundę w Indian Wells, oraz II rundę w Miami.
Sezon na kortach ziemnych rozpoczął od występu w Monte Carlo, jednak odpadł z rywalizacji w I rundzie. Następnie osiągnął finał zawodów w Estoril, po wygranej m.in. z Milosem Raoniciem. W pojedynku finałowym nie sprostał Juanowi Martínowi del Potro. Podczas Rolanda Garrosa Hiszpan dotarł do III rundy po wygranych z Juanem Mónaco i Xavierem Malissem. Mecz o dalszą 1/8 finału przegrał z Ivanem Ljubičiciem.
Na początku czerwca, na trawiastych kortach w Londynie (Queen’s), Hiszpan dotarł do ćwierćfinału, po wcześniejszym wyeliminowaniu m.in. Davida Nalbandiana. Spotkanie o półfinał zakończyło się porażką Verdasco z Andym Roddickiem. Z Wimbledonu Hiszpan odpadł w II rundzie po porażce z Robinem Haasem. Po Wimbledonie Verdasco wystartował w Hamburgu osiągając półfinał, po wcześniejszym wyeliminowaniu Jürgena Melzera. W pojedynku o finał Verdasco przegrał z Nicolásem Almagro. Następnie hiszpański tenisista zagrał w Gstaad, awansując do trzeciego w sezonie finału. Verdasco po drodze pokonał m.in. Almagro, jednak w pojedynku o tytuł nie sprostał Marcelowi Granollersowi.
Na początku sierpnia Hiszpan dotarł do ćwierćfinału w Waszyngtonie, gdzie został pokonany przez Radka Štěpánka. Z US Open Verdasco odpadł w III rundzie, po porażce z Jo-Wilfriedem Tsongą. Miesiąc po zakończeniu zmagań w Nowym Jorku Verdasco zagrał w Pekinie osiągając ćwierćfinał, w którym uległ późniejszemu mistrzowi imprezy, Tomášowi Berdychowi.
Na koniec roku Verdasco zajmował 24. pozycję w rankingu ATP.

### Sezon 2012
Pierwszy turniej w 2012 roku z udziałem Hiszpana miał miejsce w Auckland, gdzie doszedł do półfinału wyeliminowany przez Davida Ferrera. Podczas Australian Open Verdasco odpadł w I rundzie z Bernardem Tomiciem po pięciosetowym pojedynku. W lutym tenisista hiszpański awansował do ćwierćfinału w São Paulo, po wygranej m.in. nad Javierem Martím, przeciwko któremu obronił trzy piłki meczowe. Spotkanie o dalszą rundę przegrał z Albertem Ramosem. W kolejnym turnieju, w Buenos Aires, Hiszpan doszedł do II rundy, przegrywając z Igorem Andriejewem. Verdasco wziął udział również w rywalizacji deblowej, wygrywając swój drugi turniej w tej konkurencji. W parze z Davidem Marrero pokonali w finale 6:4, 6:4 Michala Mertiňáka i André Sá. Na początku marca hiszpański tenisista wystartował w Acapulco. W grze pojedynczej osiągnął pierwszy w sezonie finał, po wcześniejszym wyeliminowaniu m.in. Nicolása Almagro. Finałowy mecz Verdasco przegrał 1:6, 2:6 z Davidem Ferrerem. Z kolei w grze podwójnej Verdasco ponownie dotarł do finału z Davidem Marrero, pokonując w finałowej rundzie Marcela Granollersa i Marca Lópeza.
Pod koniec kwietnia na kortach ziemnych w Barcelonie tenisista hiszpański dotarł do półfinału, w którym nie sprostał Rafaelowi Nadalowi. Następnie podczas turnieju w rodzinnym Madrycie Verdasco awansował do półfinału pokonując w III rundzie po trzynastu porażkach Rafaela Nadala 6:3, 3:6, 7:5. W dalszej rundzie Hiszpan odpadł z Tomášem Berdychem. W wielkoszlemowym French Open, po zwycięstwach odniesionych nad Steve’em Darcisem oraz Gilles’em Müllerem, Verdasco odpadł w III rundzie z Andreasem Seppiem po porażce w pięciu setach. Również na III rundzie Verdasco zakończył swój udział podczas Wimbledonu, pokonany przez Xaviera Malisse’a.
W lipcu Verdasco najpierw wystartował w Umagu, osiągając półfinał turnieju singlowego, w którym odpadł z Marcelem Granollersem. Hiszpan zagrał również w zawodach gry podwójnej odnosząc trzecie końcowe zwycięstwo w sezonie wspólnie z Davidem Marrero. Finałowe spotkanie wygrali 6:3, 7:6(4) z Marcelem Granollersem i Marcem Lópezem. Kolejny tytuł deblowy Verdasco wywalczył w Hamburgu partnerując Marrero, a w finale pokonali 6:4, 6:3 Rogério Dutra Silvę i Daniela Muñoza de la Nava.
Tego roku odbyły się również igrzyska olimpijskie w Londynie, gdzie Verdasco wystartował. Swój udział w zawodach Hiszpan zakończył już w I rundzie pokonany przez Denisa Istomina. Na początku września, podczas US Open, Verdasco awansował do III rundy, w której nie sprostał Rogerowi Federerowi.
Jesienią pierwszy turniej Verdasco zagrał w Bangkoku dochodząc do ćwierćfinału. Spotkanie o dalszą rundę przegrał z Janko Tipsareviciem. Pod koniec października Verdasco razem z Davidem Marrero awansowali do finału w Walencji, gdzie przegrali z Alexanderem Peyą i Bruno Soaresem.

### Sezon 2013

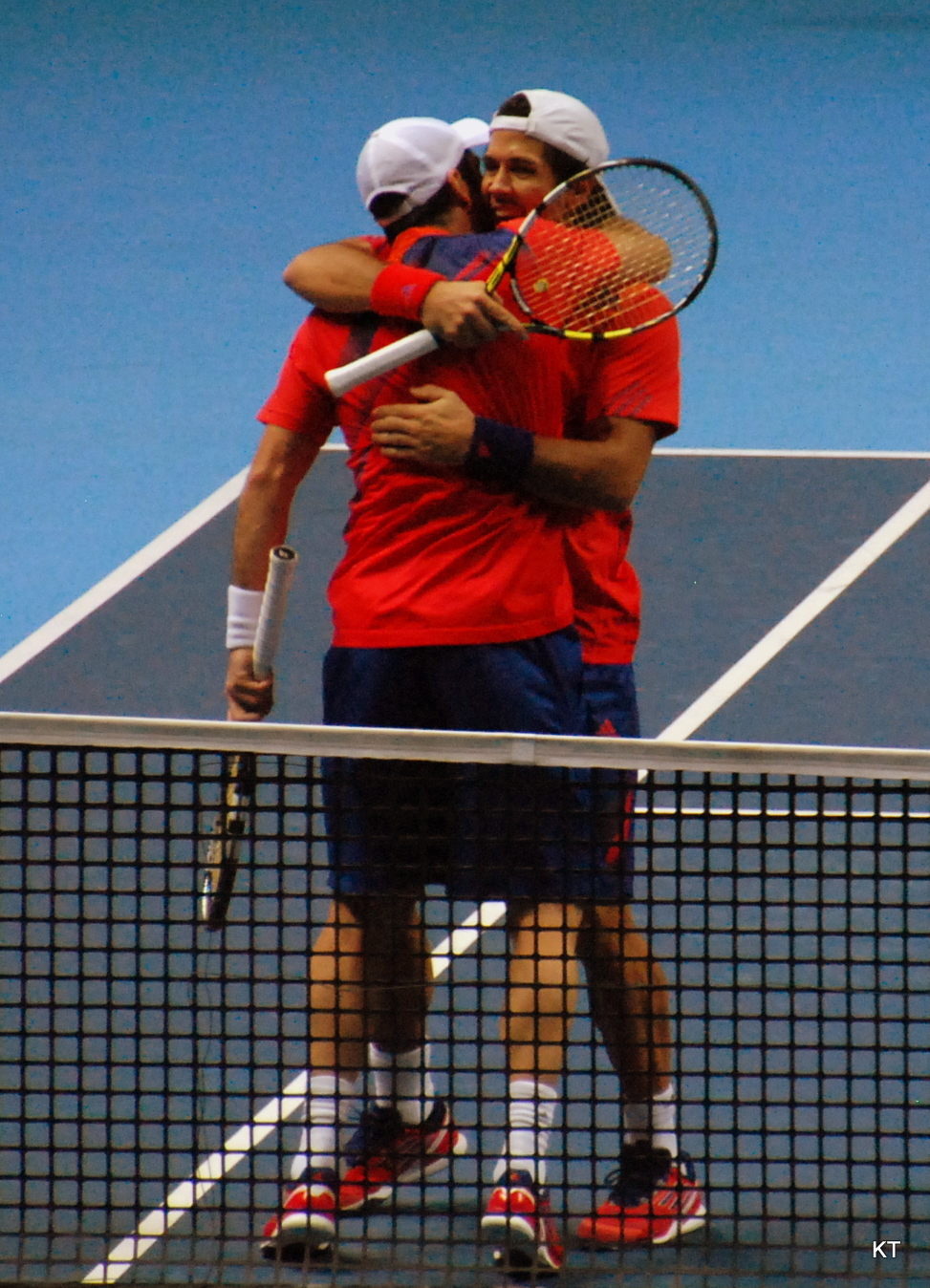
Verdasco i David Marrero (z lewej) podczas ATP Finals, 2013

Pierwszy w sezonie wielkoszlemowy turniej, Australian Open, Verdasco zakończył na III rundzie. Najpierw wyeliminował Davida Goffina i Xaviera Malissa, a potem poniósł porażkę po pięciosetowym meczu z Kevinem Andersonem.
Podczas zawodów ATP World Tour Masters 1000 w Madrycie, rozgrywanych w maju na kortach ziemnych, Hiszpan wygrał po raz pierwszy od Australian Open dwa mecze z rzędu, z Davidem Goffinem i Milosem Raoniciem. W III rundzie przegrał z Jo-Wilfriedem Tsongą. Na Rolandzie Garrosie Verdasco wygrał w I rundzie z Marcem Gicquelem, a następnie nie sprostał Janko Tipsareviciowi.
Pierwszy w sezonie ćwierćfinał z tenisista hiszpański osiągnął w Eastbourne, na nawierzchni trawiastej. Spotkanie o dalszą rundę przegrał z Feliciano Lópezem. Na Wimbledonie Verdasco po raz pierwszy w karierze awansował do ćwierćfinału, tracąc po drodze jednego seta. W kolejnym meczu, o półfinał, zmierzył się z Andym Murrayem, z którym przegrał 6:4, 6:3, 1:6, 4:6, 5:7.
Po Wimbledonie Hiszpan wystartował w Båstad, dochodząc po raz pierwszy w sezonie do finału gry pojedynczej. Wyeliminował m.in. po trzysetowych meczach w ćwierćfinale Nicolása Almagro i Grigora Dimitrowa. W spotkaniu finałowym uległ 5:7, 1:6 Carlosowi Berlocq’owi. Potem Verdasco wziął udział w turniejach organizowanych w Hamburgu i w Kitzbühel. W Niemczech został wyeliminowany w ćwierćfinale przez Federico Delbonisem, a w Kitzbühel również odpadł w 1/4 finału, pokonany przez Robina Haase.
W sierpniu, w trakcie US Open Series, Verdacso osiągnął ćwierćfinał w Winston-Salem, po wcześniejszej wygranej z Robinem Haase. Z zawodów odpadł po porażce z Gaëlem Monfilsem. Podczas US Open Verdasco zagrał w I rundzie z Ivanem Dodigiem, któremu uległ po pięciosetowym meczu.
We wrześniu, podczas halowego turnieju w Petersburgu, Verdasco wywalczył pierwszy w sezonie tytuł rangi ATP World Tour w grze podwójnej, w parze z Davidem Marrero. Hiszpanie finał wygrali 7:6(6), 6:3 z parą Dominic Inglot-Denis Istomin. W kolejnym miesiącu hiszpański debel awansował do finału w Szanghaju, gdzie nie sprostali w finale deblowi Ivan Dodig-Marcelo Melo.
W listopadzie Verdasco i Marrero zakwalifikowali się do zawodów ATP World Tour Finals w Londynie. Hiszpański debel wyszedł z grupy mając za sobą dwa wygrane pojedynki i jedną porażkę. W półfinale Hiszpanie pokonali Ivana Dodiga i Marcelo Melo, natomiast w finale Boba i Mike’a Bryanów 7:5, 6:7(3), 10-7.

### Sezon 2014
Podczas pierwszego w sezonie turnieju wielkoszlemowego, Australian Open, Verdasco osiągnął drugą rundę gry pojedynczej, w której uległ Tejmurazowi Gabaszwilemu w pięciu setach. Również drugą rundę zanotował w rozgrywkach deblowych.
W marcu Hiszpan występował w turniejach rangi ATP World Tour Masters 1000. W Indian Wells awansował do czwartej rundy, odpadając po spotkaniu z Johnem Isnerem. W Miami przegrał swój pierwszy pojedynek singlowy i osiągnął ćwierćfinał debla.
Pierwszy finał zawodów w sezonie Verdasco uzyskał w kwietniu w Houston. W turnieju singla pokonał w ostatnim spotkaniu Nicolása Almagro 6:3, 7:6(4). W zawodach debla razem z Davidem Marrero ulegli braciom Bryan 6:4, 4:6, 9–11. W ramach wielkoszlemowego Rolanda Garrosa Hiszpan doszedł do IV rundy, po wygranej m.in. z Richardem Gasquetem. Mecz o uczestnictwo w ćwierćfinale przegrał z Andym Murrayem.
W połowie czerwca Verdasco osiągnął ćwierćfinał w ’s-Hertogenbosch, na nawierzchni trawiastej, gdzie odpadł po porażce Jürgenem Melzerem. Z Wimbledonu został wyeliminowany w I rundzie.
W lipcu Hiszpan awansował do dwóch półfinałów, w Båstad i Gstaad.
Na US Open dotarł do II rundy po pokonaniu Blaža Roli, natomiast przegrał z Andriejem Kuzniecowem.
Do końca sezonu osiągnął jeden półfinał, w październiku w Sztokholmie ulegając Bernardowi Tomiciowi.

### Sezon 2015
W 2015 roku najlepsze wyniki Verdasco uzyskał w pierwszej połowie sezonu, w lutym w Quito i w kwietniu w Houston. Z turnieju w Ekwadorze wyeliminował go Feliciano López, natomiast w Houston Sam Querrey.
Podczas zawodów wielkoszlemowych najdalej doszedł do III rundy Australian Open i Wimbledonu. W Melbourne przegrał z Novakiem Đokoviciem, a w Londynie ze Stanislasem Wawrinką. Zanim uległ Wawrince stoczył dwa pięciosetowe mecze, najpierw z Martinem Kližanem zakończonym 4:6, 6:2, 6:3, 6:7(5), 13:11, a potem z Dominicem Thiemem po wyniku 5:7, 6:4, 5:7, 6:3, 6:4.
W imprezach ATP World Tour Masters 1000 największy sukces odniósł w Miami, dochodząc do IV rundy, po wcześniejszym wyeliminowaniu m.in. Rafaela Nadala. Przegrał pojedynek o udział w ćwierćfinale z Juanem Mónaco.

### Sezon 2016

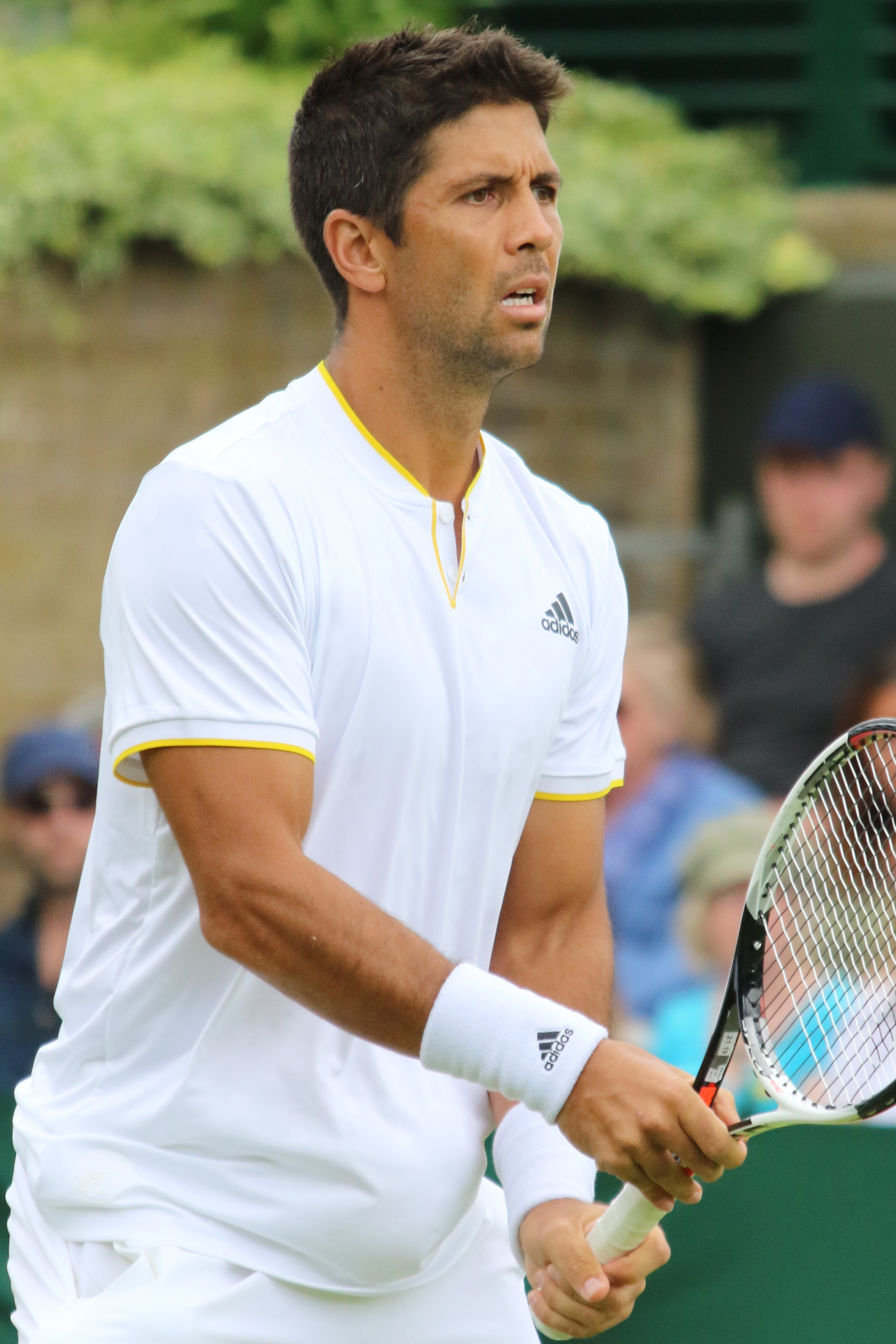
Verdasco podczas Wimbledonu, 2017

Sezon 2016 Verdasco zakończył jako 42. tenisista na świecie. Został zwycięzcą kwietniowego turnieju w Bukareszcie, gdzie pokonał 6:3, 6:2 Lucasa Pouille. W lipcu został finalistą zawodów w Båstad ulegając 3:6, 4:6 Albertowi Ramos-Viñolasowi. Był także w ćwierćfinałach imprez w Atlancie i Winston-Salem.
Uczestniczył we wszystkich imprezach Wielkiego Szlema najdalej awansując do trzeciej rundy French Open.
W lutym Verdasco zmagał się z problemami z szyją przez co wycofał się z turniejów w Buenos Aires i Rio de Janeiro.
W całym 2016 zagrał 56 meczów, odnosząc 29 zwycięstw.

### Sezon 2017
W 2017 roku Verdasco nie wygrał imprezy ATP World Tour. Był w finale zawodów w Dubaju, gdzie przegrał z Andym Murrayem.
Startując w zawodach wielkoszlemowych najlepszy rezultat ustanowił podczas French Open dochodząc do czwartej rundy. W cyklu ATP World Tour Masters 1000 najdalej awansował do ćwierćfinału, w halowym turnieju w Paryżu, gdzie wyeliminował m.in. w trzeciej rundzie Dominika Thiema (nr 6. ATP).
Verdasco był ponadto w półfinale w Dosze, Båstad i Sztokholmie.
Rozegrał w sezonie 29 zwycięskich meczów doznając 25 porażek, a zakończył 2017 rok na 35. miejscu w rankingu ATP.

### Sezony 2018 i 2019
W latach 2018–2019 tenisista hiszpański wygrał jeden tytuł, w konkurencji gry podwójnej w Rio de Janeiro (2018) wspólnie z Davidem Marrerem. Do zawodów Hiszpanie dostali się jako szczęśliwi przegrani, a pojedynek o tytuł zakończyli zwycięstwem 5:7, 7:5, 10–8 z Nikolą Mekticiem i Alexandrem Peyą. Verdasco został finalistą tegoż turnieju w zawodach singlowych, eliminując m.in. w półfinale Dominika Thiema (nr 6. ATP), a w finale przegrał 2:6, 3:6 z Diegiem Schwartzmanem.
Oprócz finału singlowego w Rio de Janeiro Hiszpan doszedł w sezonie 2018 do trzech półfinałów, najpierw lipcu w Båstad, we wrześniu w Shenzhen, a w następnym miesiącu w Wiedniu.
W 2019 roku Verdasco awansował do ćwierćfinału turnieju ATP Tour Masters 1000 w Rzymie, w drugiej rundzie wygrywając z Dominicem Thiemem (nr 4. ATP).
Podczas turniejów wielkoszlemowych najdalej dotarł do czwartych rund French Open (2018) i Wimbledonu (2019). W Paryżu wyeliminował m.in. w trzeciej rundzie Grigora Dimitrowa (nr 5. ATP).
Sezon 2018 zakończył na 28. miejscu, a 2019 na 49. pozycji.

### Puchar Davisa

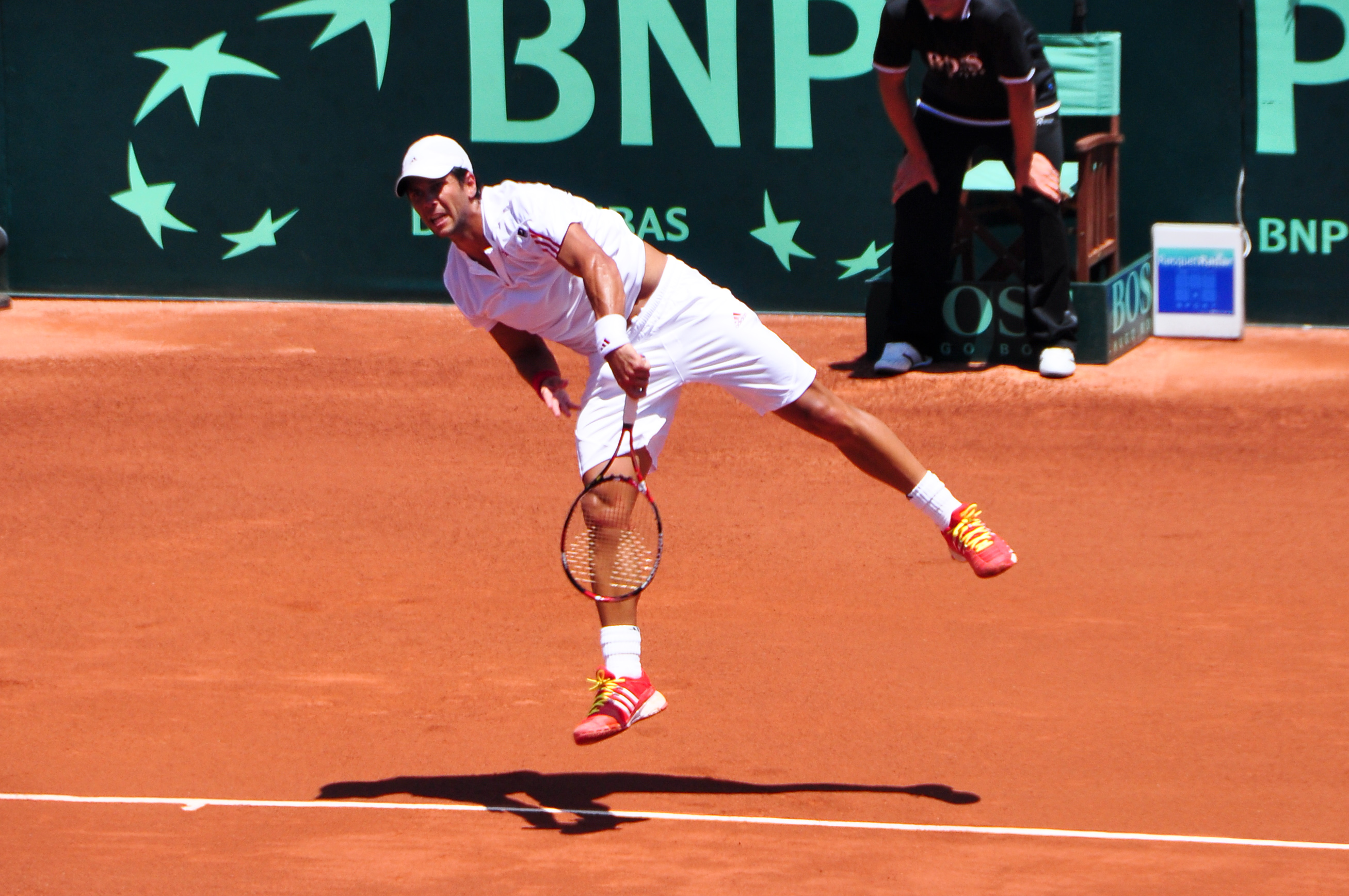
Verdasco podczas półfinału Pucharu Davisa, 2009

W reprezentacji zadebiutował w 2005 roku przeciwko Słowacji. Hiszpanie wygrali wówczas konfrontację 4:1, a Verdasco zdobył jeden punkt pokonując Kamila Čapkovicia 6:2, 6:2.
W 2007 roku doszedł do ćwierćfinału imprezy, przegrywając rundę o półfinał z USA 1:4. Swoje oba spotkania przegrał, najpierw z Andym Roddickiem, a potem w deblu z Feliciano Lópezem przeciwko Bobowi i Mike’owi Bryanom.
W 2008 roku wywalczył wraz z reprezentacją trofeum pokonując w finale Argentynę 3:2. Swoje oba mecze zakończył zwycięstwem, pokonując najpierw w grze podwójnej wraz z Lópezem parę Agustín Calleri-David Nalbandian 5:7, 7:5, 7:6(5), 6:3, a potem w singlu wygrał z José Acasuso 6:3, 6:7(3), 4:6, 6:3, 6:1.
Drugi tytuł zdobył w 2009 roku występując w ćwierćfinale i finale. Przeciwko Niemcom (ćwierćfinał) zdobył dwa punkty, wygrywając z Andreasem Beckem oraz w grze podwójnej z parą Nicolas Kiefer-Mischa Zverev (wspólnie z Feliciano Lópezem). Ostatecznie jego drużyna wygrała rundę 3:2. Bez udziału Verdaski Hiszpanie awansowali do finału, w którym ich rywalami byli Czesi. Verdasco otrzymał powołanie na tę konfrontację i zagrał w deblu wraz z Lópezem przeciwko Tomášowi Berdychowi i Radkowi Štěpánkowi. Verdasco z Lópezem wygrali pojedynek 7:6(7), 7:5, 6:2, a ostateczny wynik finału to 5:0 dla Hiszpanów.
W 2010 roku wystąpił w rundzie ćwierćfinałowej przeciwko Francji. Verdasco przegrał oba swoje spotkania, najpierw w singlu z Michaëlem Llodrą, a potem wraz z Lópezem z duetem Julien Benneteau-Michaël Llodra. Rywalizację tym samym wygrali Francuzi którzy awansowali do półfinału.
Podczas edycji z 2011 roku Verdasco po raz trzeci był w składzie drużyny, która wygrała całą rywalizację. W finale Hiszpanie pokonali 3:1 Argentynę, a Verdasco wystąpił w przegranym pojedynku deblowym w parze z Feliciano Lópezem przeciwko parze David Nalbandian-Eduardo Schwank.
W 2013 roku brał udział w pojedynku barażowym z Ukrainą. Hiszpan wygrał oba pojedynki singlowe, a jego reprezentacja pokonała przeciwników 5:0, tym samym zapewniła sobie udział w Grupie Światowej w sezonie 2014.
W sezonie 2014 razem z Marrero rozegrali spotkanie deblowe przeciw Tommy’emu Haasowi i Philippowi Kohlschreiberowi w pierwszej rundzie rozgrywek. Debel hiszpański przegrał swój mecz, co przełożyło się na porażkę całej reprezentacji 4:1.

## Życie prywatne
Verdasco jest synem Jose i Olgi. Ma dwie młodsze siostry, Sarę i Anę. Wychował się w Madrycie i mieszka tam do dziś. Na przełomie roku 2008 i 2009 spotykał się z tenisistką Aną Ivanović. Serbka wielokrotnie obserwowała mecze swojego wybranka, siedząc na trybunach, ale ostatecznie się rozstali. Od 2010 roku Hiszpan spotykał się z modelką Jarah Mariano. W 2013 roku jego dziewczyną została Ana Boyer. W grudniu 2017 roku para zawarła związek małżeński. W marcu 2019 roku parze urodziło się pierwsze dziecko, syn Miguel. Poza tenisem Verdasco interesuje się piłką nożną, jest fanem Realu Madryt. Chętnie spędza czas wolny w Miami.
W listopadzie 2022 roku Verdasco dobrowolnie poddał się karze dwumiesięcznej dyskwalifikacji po stwierdzeniu pozytywnego wyniku wykonanego w lutym testu na obecność leku stosowanego w przypadku ADHD – metylofenidatu. Zawodnik przyznał się do naruszenia przepisów antydopingowych oraz wyjaśnił, że zdiagnozowano u niego ADHD i zgodnie z prawem stosował metylofenidat wyłącznie dla celów terapeutycznych, ale zapomniał odnowić swoje zezwolenie na stosowanie leku po jego wygaśnięciu.

## Statystyki turniejowe

### Gra pojedyncza (7–16)
| Legenda                                                  |
| Wielki Szlem (0–0)                                       |
| Igrzyska olimpijskie (0–0)                               |
| Tennis Masters Cup / ATP World Tour Finals (0–0)         |
| ATP Masters Series / ATP World Tour Masters 1000 (0–1)   |
| ATP International Series Gold / ATP World Tour 500 (1–4) |
| ATP International Series / ATP World Tour 250 (6–10)     |

| Wygrane według nawierzchni |
| Twarda (2–3)               |
| Ceglana (5–10)             |
| Trawiasta (0–1)            |
| Dywanowa (0–1)             |

| Końcowy wynik | Nr  | Data                 | Turniej        | Nawierzchnia    | Przeciwnik            | Wynik finału        |
| Finalista     | 1.  | 7 marca 2004         | Acapulco       | Ceglana         | Carlos Moyá           | 3:6, 0:6            |
| Zwycięzca     | 1.  | 18 kwietnia 2004     | Walencja       | Ceglana         | Albert Montañés       | 7:6(5), 6:3         |
| Finalista     | 2.  | 31 lipca 2005        | Kitzbühel      | Ceglana         | Gastón Gaudio         | 6:2, 2:6, 4:6, 4:6  |
| Finalista     | 3.  | 28 października 2007 | Petersburg     | Dywanowa (hala) | Andy Murray           | 2:6, 3:6            |
| Finalista     | 4.  | 22 czerwca 2008      | Nottingham     | Trawiasta       | Ivo Karlović          | 5:7, 7:6(4), 6:7(8) |
| Zwycięzca     | 2.  | 20 lipca 2008        | Umag           | Ceglana         | Igor Andriejew        | 3:6, 6:4, 7:6(4)    |
| Finalista     | 5.  | 11 stycznia 2009     | Brisbane       | Twarda          | Radek Štěpánek        | 6:3, 3:6, 4:6       |
| Zwycięzca     | 3.  | 29 sierpnia 2009     | New Haven      | Twarda          | Sam Querrey           | 6:4, 7:6 (6)        |
| Finalista     | 6.  | 4 października 2009  | Kuala Lumpur   | Twarda (hala)   | Nikołaj Dawydienko    | 4:6, 5:7            |
| Zwycięzca     | 4.  | 14 lutego 2010       | San Josè       | Twarda (hala)   | Andy Roddick          | 3:6, 6:4, 6:4       |
| Finalista     | 7.  | 18 kwietnia 2010     | Monte Carlo    | Ceglana         | Rafael Nadal          | 0:6, 1:6            |
| Zwycięzca     | 5.  | 25 kwietnia 2010     | Barcelona      | Ceglana         | Robin Söderling       | 6:3, 4:6, 6:3       |
| Finalista     | 8.  | 22 maja 2010         | Nicea          | Ceglana         | Richard Gasquet       | 3:6, 7:5, 6:7(5)    |
| Finalista     | 9.  | 13 lutego 2011       | San Josè       | Twarda (hala)   | Milos Raonic          | 6:7(6), 6:7(5)      |
| Finalista     | 10. | 1 maja 2011          | Estoril        | Ceglana         | Juan Martín del Potro | 2:6, 2:6            |
| Finalista     | 11. | 31 lipca 2011        | Gstaad         | Ceglana         | Marcel Granollers     | 4:6, 6:3, 3:6       |
| Finalista     | 12. | 4 marca 2012         | Acapulco       | Ceglana         | David Ferrer          | 1:6, 2:6            |
| Finalista     | 13. | 14 lipca 2013        | Båstad         | Ceglana         | Carlos Berlocq        | 5:7, 1:6            |
| Zwycięzca     | 6.  | 13 kwietnia 2014     | Houston        | Ceglana         | Nicolás Almagro       | 6:3, 7:6(4)         |
| Zwycięzca     | 7.  | 25 kwietnia 2016     | Bukareszt      | Ceglana         | Lucas Pouille         | 6:3, 6:2            |
| Finalista     | 14. | 17 lipca 2016        | Båstad         | Ceglana         | Albert Ramos-Viñolas  | 3:6, 4:6            |
| Finalista     | 15. | 4 marca 2017         | Dubaj          | Twarda          | Andy Murray           | 3:6, 2:6            |
| Finalista     | 16. | 25 lutego 2018       | Rio de Janeiro | Ceglana         | Diego Schwartzman     | 2:6, 3:6            |

### Gra podwójna (8–5)
| Legenda                                                  |
| Wielki Szlem (0–0)                                       |
| Igrzyska olimpijskie (0–0)                               |
| Tennis Masters Cup / ATP World Tour Finals (1–0)         |
| ATP Masters Series / ATP World Tour Masters 1000 (0–1)   |
| ATP International Series Gold / ATP World Tour 500 (3–2) |
| ATP International Series / ATP World Tour 250 (4–2)      |

| Wygrane według nawierzchni |
| Twarda (3–3)               |
| Ceglana (5–2)              |
| Trawiasta (0–0)            |
| Dywanowa (0–0)             |

| Końcowy wynik | Nr | Data                 | Turniej        | Nawierzchnia  | Partner                | Przeciwnicy                                 | Wynik finału         |
| ------------- | -- | -------------------- | -------------- | ------------- | ---------------------- | ------------------------------------------- | -------------------- |
| Zwycięzca     | 1. | 31 października 2004 | Sztokholm      | Twarda (hala) | Feliciano López        | Wayne Arthurs Paul Hanley                   | 6:4, 6:4             |
| Finalista     | 1. | 22 lipca 2007        | Stuttgart      | Ceglana       | Guillermo García-López | František Čermák Leoš Friedl                | 4:6, 4:6             |
| Finalista     | 2. | 11 stycznia 2009     | Brisbane       | Twarda        | Mischa Zverev          | Marc Gicquel Jo-Wilfried Tsonga             | 4:6, 3:6             |
| Zwycięzca     | 2. | 26 lutego 2012       | Buenos Aires   | Ceglana       | David Marrero          | Michal Mertiňák André Sá                    | 6:4, 6:4             |
| Zwycięzca     | 3. | 4 marca 2012         | Acapulco       | Ceglana       | David Marrero          | Marcel Granollers Marc López                | 6:3, 6:4             |
| Zwycięzca     | 4. | 14 lipca 2012        | Umag           | Ceglana       | David Marrero          | Marcel Granollers Marc López                | 6:3, 7:6(4)          |
| Zwycięzca     | 5. | 22 lipca 2012        | Hamburg        | Ceglana       | David Marrero          | Rogério Dutra Silva Daniel Muñoz de la Nava | 6:4, 6:3             |
| Finalista     | 3. | 27 października 2012 | Walencja       | Twarda (hala) | David Marrero          | Alexander Peya Bruno Soares                 | 3:6, 2:6             |
| Zwycięzca     | 6. | 22 września 2013     | Petersburg     | Twarda (hala) | David Marrero          | Dominic Inglot Denis Istomin                | 7:6(6), 6:3          |
| Finalista     | 4. | 13 października 2013 | Szanghaj       | Twarda        | David Marrero          | Ivan Dodig Marcelo Melo                     | 6:7(2), 7:6(6), 2–10 |
| Zwycięzca     | 7. | 11 listopada 2013    | Londyn         | Twarda (hala) | David Marrero          | Bob Bryan Mike Bryan                        | 7:5, 6:7(3), 10–7    |
| Finalista     | 5. | 12 kwietnia 2014     | Houston        | Ceglana       | David Marrero          | Bob Bryan Mike Bryan                        | 6:4, 4:6, 9–11       |
| Zwycięzca     | 8. | 25 lutego 2018       | Rio de Janeiro | Ceglana       | David Marrero          | Nikola Mektić Alexander Peya                | 5:7, 7:5, 10–8       |

### Starty wielkoszlemowe (gra pojedyncza)
| Turniej          | 2001 | 2002 | 2003  | 2004  | 2005  | 2006  | 2007  | 2008  | 2009  | 2010  | 2011  | 2012  | 2013  | 2014  | 2015  | 2016  | 2017  | 2018  | 2019  | 2020  | 2021  | 2022  | 2023  | Wygrane turnieje | Bilans w turnieju |
| ---------------- | ---- | ---- | ----- | ----- | ----- | ----- | ----- | ----- | ----- | ----- | ----- | ----- | ----- | ----- | ----- | ----- | ----- | ----- | ----- | ----- | ----- | ----- | ----- | ---------------- | ----------------- |
| Australian Open  | –    | –    | –     | 1R    | 2R    | 2R    | 2R    | 2R    | SF    | 4R    | 4R    | 1R    | 3R    | 2R    | 3R    | 2R    | 1R    | 2R    | 3R    | 3R    | –     | –     | Q1    | 0 / 17           | 26–17             |
| French Open      | –    | –    | –     | 2R    | 1R    | 2R    | 4R    | 4R    | 4R    | 4R    | 3R    | 3R    | 2R    | 4R    | 2R    | 3R    | 4R    | 4R    | 2R    | –     | 1R    | –     |       | 0 / 17           | 32–17             |
| Wimbledon        | –    | –    | 1R    | 2R    | 2R    | 4R    | 3R    | 4R    | 4R    | 1R    | 2R    | 3R    | QF    | 1R    | 3R    | 1R    | 1R    | 1R    | 4R    | NH    | 1R    | 1R    |       | 0 / 19           | 25–19             |
| US Open          | –    | –    | 3R    | 2R    | 4R    | 3R    | 3R    | 3R    | QF    | QF    | 3R    | 3R    | 1R    | 2R    | 2R    | 1R    | 2R    | 3R    | 2R    | –     | –     | 1R    |       | 0 / 18           | 30–18             |
| Wygrane turnieje | –    | –    | 0 / 2 | 0 / 4 | 0 / 4 | 0 / 4 | 0 / 4 | 0 / 4 | 0 / 4 | 0 / 4 | 0 / 4 | 0 / 4 | 0 / 4 | 0 / 4 | 0 / 4 | 0 / 4 | 0 / 4 | 0 / 4 | 0 / 4 | 0 / 1 | 0 / 2 | 0 / 2 | 0 / 1 | 0 / 72           | N/A               |
| Bilans spotkań   | –    | –    | 2–2   | 3–4   | 5–4   | 7–4   | 8–4   | 9–4   | 15–4  | 10–4  | 8–4   | 6–4   | 7–4   | 5–4   | 6–4   | 3–4   | 4–4   | 6–4   | 6–4   | 2–1   | 0–2   | 0–2   | 0–0   | N/A              | 113–71            |